# فريدريك بيري (رسام)
فريدريك بيري (بالألمانية: Friedrich Bury)‏ هو رسام ألماني، ولد في 21 مارس 1763 في هاناو في ألمانيا، وتوفي في 18 مايو 1823 في آخن في ألمانيا.